# Judo-Weltmeisterschaften 1971
Die 7. Judo-Weltmeisterschaften 1971 fanden vom 2. bis zum 4. September  1971 in der Friedrich-Ebert-Halle in Ludwigshafen am Rhein statt.

## Ergebnisse

### Männer
| Gewichtsklasse | Gold                | Silber               | Bronze                          |
| -------------- | ------------------- | -------------------- | ------------------------------- |
| bis 63 kg      | Takao Kawaguchi     | Toyokazu Nomura      | Choi Jong-sam Sergei Suslin     |
| bis 70 kg      | Hisashi Tsuzawa     | Hiroshi Minatoya     | Dietmar Hötger Antoni Zajkowski |
| bis 80 kg      | Shōzō Fujii         | Yoshinari Shigematsu | Guy Auffray David Starbrook     |
| bis 93 kg      | Fumio Sasahara      | Nobuyuki Satō        | Helmut Howiller Chiaki Ishii    |
| über 93 kg     | Willem Ruska        | Klaus Glahn          | Hisakazu Iwata Keith Remfry     |
| Offene Klasse  | Masatoshi Shinomaki | Witali Kusnezow      | Klaus Glahn Shinobu Sekine      |

## Medaillenspiegel
| Rang | Land                   | Gold | Silber | Bronze | Gesamt |
| ---- | ---------------------- | ---- | ------ | ------ | ------ |
| 1    | Japan                  | 5    | 4      | 2      | 11     |
| 2    | Niederlande            | 1    | –      | –      | 1      |
| 3    | BR Deutschland         | –    | 1      | 1      | 2      |
| 3    | Sowjetunion            | –    | 1      | 1      | 2      |
| 5    | DDR                    | –    | –      | 2      | 2      |
| 5    | Vereinigtes Königreich | –    | –      | 2      | 2      |
| 7    | Brasilien              | –    | –      | 1      | 1      |
| 7    | Südkorea               | –    | –      | 1      | 1      |
| 7    | Frankreich             | –    | –      | 1      | 1      |
| 7    | Polen                  | –    | –      | 1      | 1      |
|      | Total                  | 6    | 6      | 12     | 24     |